# Mátyás Vedres
Dans le nom hongrois Vedres Mátyás, le nom de famille précède le prénom, mais cet article utilise l’ordre habituel en français Mátyás Vedres, où le prénom précède le nom.
Mátyás Vedres, né le 18 avril 1943 à Budapest en Hongrie et mort le 23 mai 2009, est un joueur de hockey sur glace hongrois. Il évoluait au poste de gardien de but.

## Carrière de joueur
Durant sa carrière, il a porté les couleurs du Újpesti Dozsa de 1959 à 1975. Il a remporté six titres nationaux et cinq coupes de Hongrie.
Il a représenté l'équipe de Hongrie de hockey sur glace à 150 reprises de 1960 à 1974. Il a participé à neuf éditions de championnats du monde et aux Jeux olympiques de 1964.